# Igor Caruso
Igor Alexander Caruso (Tiraspol, 4 de fevereiro de 1914 — Salzburgo, 1981) foi um psicanalista austríaco. Representante da corrente de psicoterapia existencial, fundou em 1947  o Círculo de Psicologia Profunda de Viena.
Seus trabalhos incluíram grandes contribuições à ampliação do diálogo entre diversas tendências de pensamento dentro e fora da psicanálise.[carece de fontes?]

## Vida e trabalho

### Juventude
Igor Caruso veio de uma família nobre czarista que teve de deixar a Rússia após a Revolução de Outubro. Aos 12 anos, foi criado por padres católicos na Bélgica. Graças a uma bolsa de estudos da Universidade de Leuven (Louvain), ele pôde estudar aqui e obteve seu doutorado em 1937. O tema de sua dissertação foi: "La notion de la responsabilité et de justice immanente chez l'enfant". Depois, trabalhou em um centro de aconselhamento educacional na Bélgica. Conheceu Irina Grauen, uma estoniana russificada que também estudou na Bélgica. Em 1939, ele foi para a Estônia para se casar com Irina em sua terra natal. No verão de 1940, a Estónia foi anexada à URSS como resultado do Pacto Hitler-Stálin. Caruso e sua esposa não puderam retornar à Bélgica devido aos acontecimentos da guerra. Eles se juntaram a um transporte alemão do Báltico e foram internados por vários meses no campo de reassentamento de Neresheim. Irina ficou gravemente doente no campo e deu à luz uma filha, mas morreu poucas semanas depois.

### América Latina
Em 1956, após a formação dos primeiros brasileiros em Viena, ele fez sua primeira viagem de palestras ao Brasil, onde disse ter sido nomeado professor no Rio Grande do Sul. Por ocasião desta viagem, foi oficialmente fundado o grupo de trabalho existente no Brasil. Em 1957, foi publicado o livro Bios, Psyche, Person, escrito em colaboração com alguns de seus alunos. Nos anos de 1958 a 1968, vieram candidatos à formação de vários países: Colômbia, Alemanha, Suíça, Espanha, Brasil, México e Israel. Em 1964, Caruso foi para Bogotá como professor visitante por seis meses; lá foi fundado o Grupo de Trabalho Colombiano de Psicologia Profunda. Em 1966 e 1967, Caruso deu palestras na Faculdade de Medicina da Universidade de Graz. Em 1968, foi para Belo Horizonte (Brasil) por um ano; lá se dedicou à formação no grupo de trabalho brasileiro de psicologia profunda e ministrou palestras na universidade.

### Universidade de Salzburgo
Caruso era professor na Universidade de Salzburgo desde 1967, recebeu o cargo de professor do ensino médio no serviço universitário a partir de 1969 e foi nomeado professor aqui a partir de 1972 sem habilitação e sem realização de procedimento de nomeação, mas para evitar uma nomeação para a Universidade Livre de Berlim Hertha Firnberg da Ministra Grupo de Pesquisa e Trabalho de Salzburgo para Psicologia Profunda e Psicossomática, que mais tarde foi chamado de Grupo de Trabalho de Salzburgo para Psicologia Profunda. Em 1976, juntamente com colegas em Salzburgo, fundou a Sociedade Austríaca de Estudo para Psicanálise Infantil. Em 1979, foi aposentado por motivos de saúde. Em seu ensino acadêmico, representou uma psicologia profunda católica com traços marxistas pronunciados, mais tarde tentou definir o papel da psicanálise na sociedade atual e elaborou particularmente os aspectos psicológicos sociais da psicanálise. Uma certa importância pode ser atribuída a Caruso em seu papel formador de instituições como fundador de vários grupos de trabalho psicanalíticos, mas isso também pode ser interpretado como uma fuga porque lhe foi negada a admissão na Associação Psicanalítica Internacional.